# Amplificador electrónico

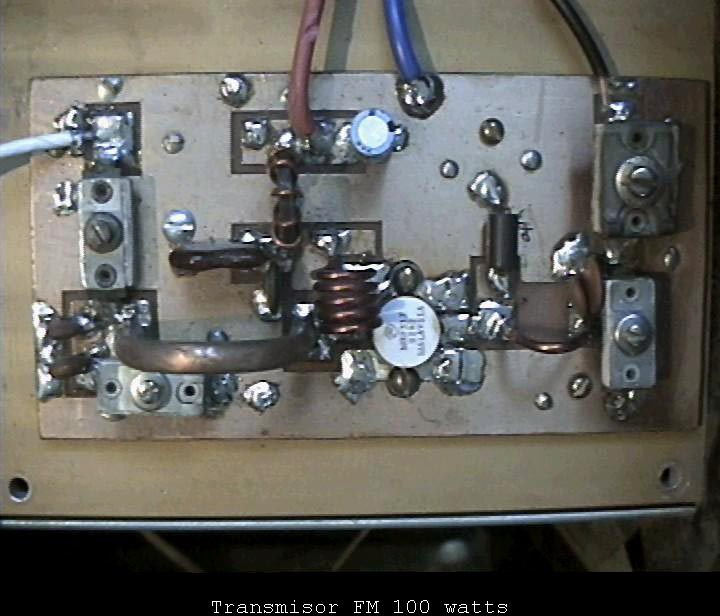
Amplificador eléctrico de radiofrecuencia, amplifica potencia para una señal de frecuencia modulada.

Amplificador eléctrico puede significar tanto un tipo de circuito electrónico o etapa de este cuya función es incrementar la intensidad de corriente, la tensión o la potencia de la señal que se le aplica a su entrada; obteniéndose la señal aumentada a la salida. Para amplificar la potencia es necesario obtener la energía de una fuente de alimentación externa. 

## Características

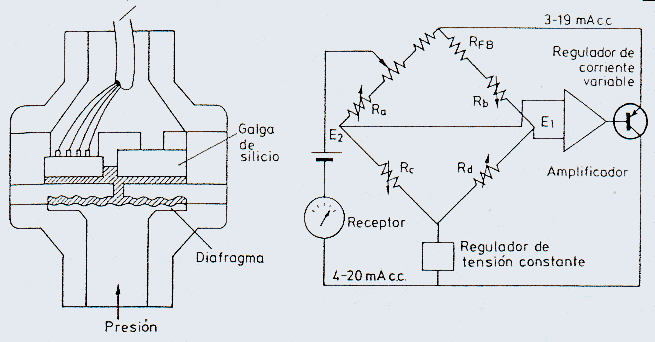
Amplificador de instrumentación, amplifica la señal de salida de un puente de medición.

El amplificador puede realizar su función de manera pasiva, variando la relación entre la corriente y el voltaje, manteniendo constante la potencia (de manera similar a un transformador), o de forma activa, tomando potencia de una fuente de alimentación y aumentando la potencia de la señal a su salida del amplificador, habitualmente manteniendo la forma de la señal, pero dotándola de mayor amplitud. 
La relación entre la entrada y la salida del amplificador puede expresarse en función de la frecuencia de la señal de entrada, lo cual se denomina función de transferencia, que indica la ganancia de la misma para cada frecuencia. Es habitual mantener un amplificador trabajando dentro de un determinado rango de frecuencias en el que se comporta de forma lineal, lo cual implica que su ganancia es constante para cualquier amplitud de entrada.
El componente principal de estos amplificadores, denominado elemento activo, puede ser un tubo de vacío o un transistor. Las válvulas de vacío todavía suelen utilizarse en algunos amplificadores especialmente diseñados para audio, preferida en algunos estilos musicales por su respuesta en frecuencia, o en amplificadores de alta potencia en radiofrecuencia. Los transistores suponen la base de la electrónica moderna. Con ellos se diseñan circuitos más complejos, como los amplificadores operacionales, que a su vez se usan en otros como los amplificadores de instrumentación.

## Clases de funcionamiento

### Clase A

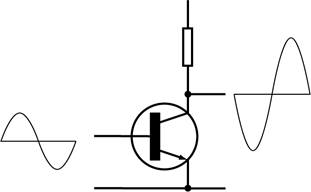
Esquema de un amplificador transistorizado clase A.

Son amplificadores que consumen corrientes continuas altas de su fuente de alimentación, independientemente de la existencia de señal en la entrada. Esta amplificación presenta el inconveniente de generar una fuerte y constante cantidad de calor, que ha de ser disipada. Esto provoca un rendimiento muy reducido, al perderse una parte importante de la energía que entra en él. Es frecuente en circuitos de audio y en equipos domésticos de gama alta, ya que proporcionan gran calidad de sonido, al ser muy lineal, con poca distorsión.Son amplificadores que trabajan con la onda completa.
Subclase ampl. con válvula termoiónica A1, A2.
Tiene una corriente de polarización igual a aproximadamente la mitad de la corriente de salida máxima que pueden entregar. Los amplificadores de clase A a menudo consiste en tres transistores de salida, conectado directamente un terminal a la fuente de alimentación y el otro a la carga. Cuando no hay señal de entrada la corriente fluye directamente del negativo al positivo de la fuente de alimentación, consumiéndose potencia sin resultar útil.

### Clase B

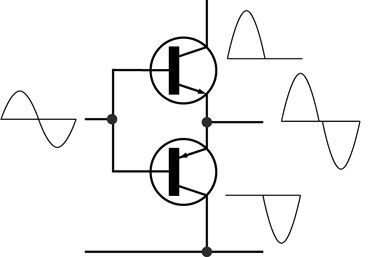
Esquema de un amplificador transistorizado clase B.

Los amplificadores de clase B se caracterizan por tener intensidad casi nula a través de sus transistores cuando no hay señal en la entrada del circuito. Esta es la que polariza los transistores para que entren en zona de conducción, por lo que el consumo es menor que en la clase A, aunque la calidad es algo menor debido a la forma en que se transmite la onda. Se usa en sistemas telefónicos, transmisores de seguridad portátiles, y sistemas de aviso, aunque no en audio.
Los amplificadores de clase B tienen etapas de salida con corriente de polarización infinita. Tienen una distorsión notable con señales pequeñas, denominada distorsión de cruce por cero, porque sucede en el punto que la señal de salida cruza por su nivel de 0 V en corriente alterna y se debe justamente a la falta de polarización, ya que en ausencia de esta, mientras la señal no supere el nivel de umbral de conducción de los transistores estos no conducen.

### Clase C

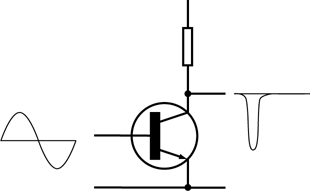
Esquema de un amplificador transistorizado clase C.

Los amplificadores de clase C son conceptualmente similares a los de clase B en que la etapa de salida ubica su punto de trabajo en un extremo de su recta de carga con corriente de polarización cero. Sin embargo, su estado de reposo (sin señal) se sitúa en la zona de saturación con alta corriente, o sea el otro extremo de la recta de carga.

El amplificador clase «C» es exclusivo de «RF». Utiliza como «carga» un circuito tanque.
La característica principal de este amplificador es que el elemento activo conduce menos de 180°, de una señal senoidal aplicada a su entrada. Es decir, que amplifica solo una porción de la señal.
Su otra característica, no menos importante es la de su alto rendimiento en potencia.

### Clase AB
Los amplificadores de clase AB (subclase ampl. con válvula termoiónica AB1, AB2) reciben una pequeña polarización constante en su entrada, independiente de la existencia de señal. Es la clase más común en audio, al tener alto rendimiento y calidad. Con señales grandes se comportan como un clase B, pero con señales pequeñas no presentan la distorsión de cruce por cero de la clase B. 
Tienen dos transistores de salida, como los de clase B, pero a diferencia de estos, tienen una gran corriente de polarización fluyendo entre los terminales de base y la fuente de alimentación, que sin embargo no es tan elevada como en los de clase A. Esta corriente libre se limita al máximo valor necesario para corregir la falta de linealidad asociada con la distorsión de cruce, con apenas el nivel justo para situar a los transistores al borde de la conducción. Este recurso obliga a ubicar el punto Q en el límite entre la zona de corte y de conducción.

### Clase D

Esquema de un amplificador transistorizado clase D.

Los amplificadores de clase D tienen un elevado rendimiento energético, superior en algunos casos al 95% (teóricamente entre el 90% y el 100%), lo que reduce la superficie necesaria de los disipadores de calor, y por tanto el tamaño y peso general del circuito.
Aunque con anterioridad se limitaban a dispositivos portátiles o subwoofers, en los que la distorsión o el ancho de banda no son factores determinantes, con tecnología más moderna existen amplificadores de clase D para toda la banda de frecuencias, con niveles de distorsión similares a los de la clase AB.
Los amplificadores de clase D se basan en la conmutación entre dos estados, con lo que los dispositivos de salida siempre se encuentran en zonas de corte o de saturación, casos en los que la potencia disipada en los mismos es prácticamente nula, salvo en los estados de transición, cuya duración debe ser minimizada a fin de maximizar el rendimiento.
Esta señal conmutada puede generarse de diversas formas, aunque la más común es la modulación por ancho de pulso. Esta debe ser filtrada posteriormente para recuperar la información de la señal, para lo que la frecuencia de conmutación debe ser al menos 10 veces superior al ancho de banda de la señal.
Los amplificadores de clase D requieren un minucioso diseño para minimizar la radiación electromagnética que emiten y evitar, así, que interfieran en equipos cercanos, típicamente en la banda de FM.

### Otras clases
Las clases E, G y H no están estandarizadas como las A y B. Se trata de variaciones de los circuitos clásicos, que dependen de la variación de la tensión de alimentación para minimizar la disipación de energía en los transistores de potencia en cada momento, dependiendo de la señal de entrada.

## Historia

### Tubos de vacío
El primer dispositivo práctico destacado que podía amplificar fue el tubo de vacío de triodo, inventado en 1906 por Lee De Forest, que condujo a los primeros amplificadores alrededor de 1912. Los tubos de vacío se usaban en casi todos amplificadores hasta las décadas de 1960 y 1970 cuando los transistores los reemplazaron. Hoy en día, la mayoría de los amplificadores usan transistores, pero los tubos de vacío continúan usándose en algunas aplicaciones.

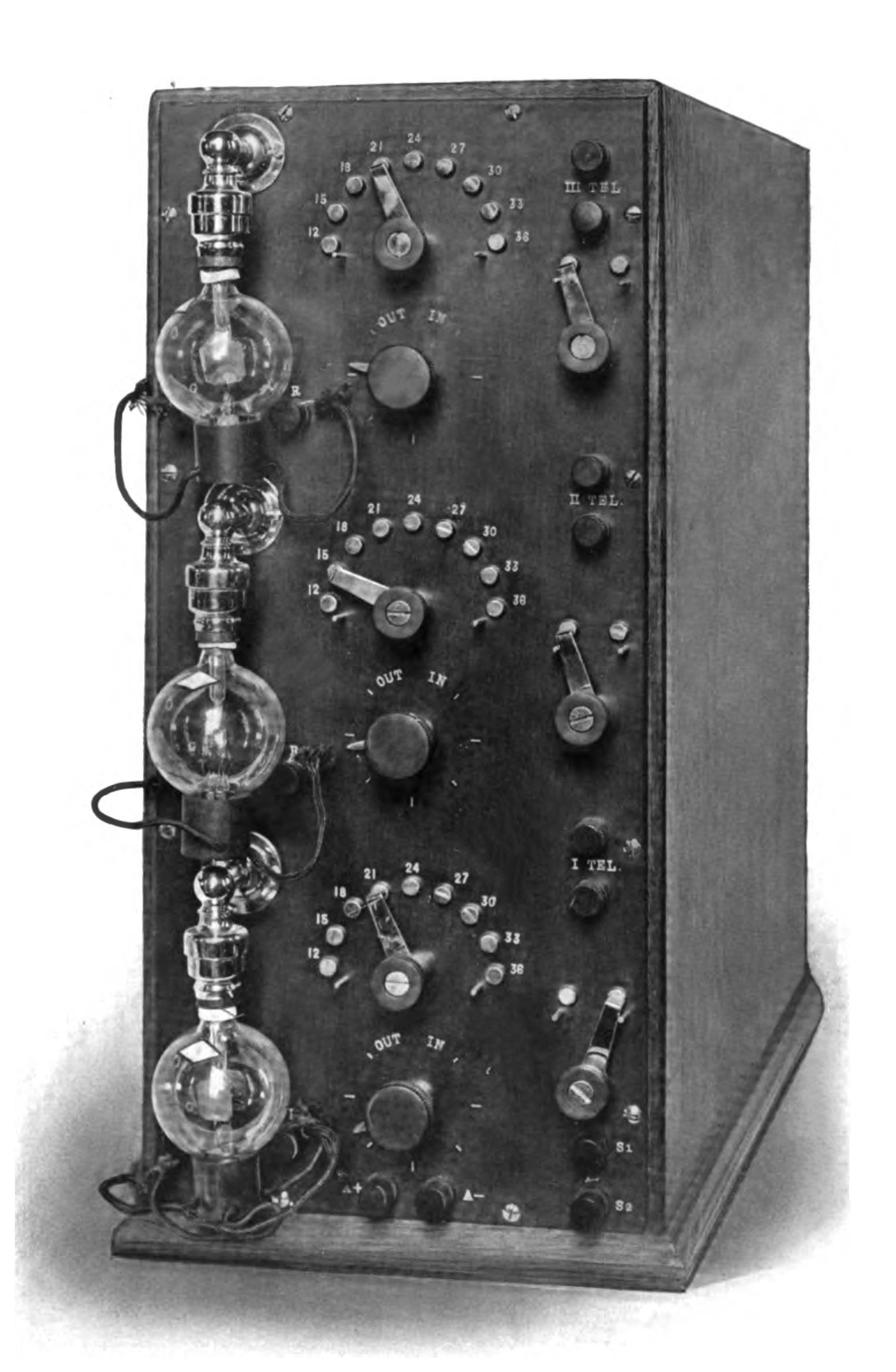
Prototipo de amplificador de audio de De Forest de 1914. El tubo de vacío Audion (triodo) tenía una ganancia de voltaje de aproximadamente 5, proporcionando una ganancia total de aproximadamente 125 para este amplificador de tres etapas.

El desarrollo de la tecnología de comunicación de audio en forma de teléfono, patentado por primera vez en 1876, creó la necesidad de aumentar la amplitud de las señales eléctricas para extender la transmisión de señales a distancias cada vez más largas. En telegrafía, este problema había sido resuelto con dispositivos intermedios en las estaciones que reponían la energía disipada haciendo funcionar un registrador de señales y un transmisor de apoyo, formando un relé, de modo que una fuente de energía local en cada estación intermedia alimentaba el siguiente tramo de transmisión.
Para la transmisión dúplex, es decir, enviar y recibir en ambas direcciones, se desarrollaron repetidores de retransmisión bidireccionales a partir del trabajo de C. F. Varley para transmisión telegráfica. La transmisión dúplex era esencial para la telefonía y el problema no se resolvió satisfactoriamente hasta 1904, cuando H. E. Shreeve de la American Telephone and Telegraph Company mejoró los intentos existentes de construir un repetidor de teléfono que constaba de transmisor de gránulos de carbono y pares de receptores electrodinámicos. El repetidor de Shreeve se probó por primera vez en una línea entre Boston y Amesbury, MA, y los dispositivos más refinados permanecieron en servicio durante algún tiempo. Después del cambio de siglo, se descubrió que las lámparas de mercurio de resistencia negativa podían amplificar, y también se probaron en repetidores, con poco éxito.
El desarrollo de válvulas termoiónicas a partir de 1902 proporcionó un método completamente electrónico para amplificar señales. La primera versión práctica de tales dispositivos fue el Audion de triodo, inventado en 1906 por Lee De Forest, lo que condujo a los primeros amplificadores alrededor de 1912.  Dado que el único dispositivo anterior que se usaba ampliamente para fortalecer una señal era el relé utilizado en los sistemas de telégrafo, el tubo de vacío amplificador se llamó originalmente relé de electrones.  Los términos amplificador y amplificación, derivados del latín amplificare, (agrandar o expandir), se utilizaron por primera vez para esta nueva capacidad alrededor de 1915, cuando los triodos se generalizaron.
El tubo de vacío amplificador revolucionó la tecnología eléctrica, creando el nuevo campo de la electrónica, la tecnología activa de dispositivos eléctricos. Hizo posibles líneas telefónicas de larga distancia, sistema de megafonía, transmisión de radio, el cine sonoro, práctica de grabación de audio, radar, televisión, y los primeros ordenadores. Durante 50 años, prácticamente todos los dispositivos electrónicos de consumo utilizaron tubos de vacío. Los primeros amplificadores de válvulas a menudo tenían retroalimentación positiva (regeneración), lo que podía aumentar la ganancia pero también hacer que el amplificador fuera inestable y propenso a la oscilación. Gran parte de la teoría matemática de los amplificadores se desarrolló en los Bell Telephone Laboratories durante las décadas de 1920 a 1940. Los niveles de distorsión en los primeros amplificadores eran altos, generalmente alrededor del 5%, hasta 1934, cuando Harold Black desarrolló el amplificador de retroalimentación negativa; esto permitió que los niveles de distorsión se redujeran considerablemente, a costa de una menor ganancia. Otros avances en la teoría de la amplificación fueron realizados por Harry Nyquist y Hendrik Wade Bode.
El tubo de vacío fue prácticamente el único dispositivo amplificador, además de los dispositivos de potencia especializados como el amplificador magnético y el amplidyne, durante 40 años. Los circuitos de control de potencia utilizaron amplificadores magnéticos hasta la segunda mitad del siglo XX, cuando los dispositivos semiconductores de potencia se volvieron más económicos, con velocidades de operación más altas. Los viejos repetidores electroacústicos de carbón de Shreeve se usaban en amplificadores ajustables en equipos de abonados telefónicos para personas con discapacidad auditiva hasta que el transistor proporcionó amplificadores más pequeños y de mayor calidad en la década de 1950.

### Transistores
El primer transistor en funcionamiento fue un transistor de contacto puntual inventado por John Bardeen y Walter Brattain en 1947 en Bell Labs, donde William Shockley más tarde inventaron el transistor de unión bipolar (BJT) en 1948. Les siguió la invención del transistor de efecto de campo semiconductor de óxido de metal (MOSFET) por Mohamed M. Atalla y Dawon Kahng en Bell Labs en 1959. Debido a la escala MOSFET, la capacidad de reducir la escala a tamaños cada vez más pequeños, el MOSFET se ha convertido desde entonces en el amplificador más utilizado.
El reemplazo de voluminosos tubos de electrones con transistores durante las décadas de 1960 y 1970 creó una revolución en la electrónica, haciendo posible una gran clase de dispositivos electrónicos portátiles, como la radio de transistores desarrollada en 1954. Hoy en día, el uso de tubos de vacío es limitado para algunas aplicaciones de alta potencia, como los transmisores de radio.
A partir de la década de 1970, se conectaron más y más transistores en un solo chip, creando así escalas más altas de integración (como la integración a pequeña, mediana y gran escala) en los circuitos integrados. Muchos amplificadores disponibles comercialmente en la actualidad se basan en circuitos integrados.
Para fines especiales se han utilizado otros elementos activos. Por ejemplo, en los primeros días de la comunicación por satélite, se utilizaron amplificadores paramétricos. El circuito central era un diodo cuya capacitancia cambiaba mediante una señal de RF creada localmente. Bajo ciertas condiciones, esta señal de RF proporcionó energía que fue modulada por la señal de satélite extremadamente débil recibida en la estación terrestre.
Los avances en electrónica digital desde finales del siglo XX proporcionaron nuevas alternativas a los amplificadores de ganancia lineal tradicionales mediante el uso de conmutación digital para variar la forma de pulso de las señales de amplitud fija, lo que resultó en dispositivos como el amplificador de clase D.